# Нижня Воля
Нижня Воля (словац. Nižná Voľa) — село в Словаччині, Бардіївському окрузі Пряшівського краю. Розташоване в північно-східній частині Словаччини, у Низьких Бескидах в долині Чермошини, притоки Топлі.
Вперше згадується у 1310 році. Колишнє русинське село. 
В селі є церква Рождества Діви Марії з 1823- 1826 рр. збудована в стилі класицизму, яку використовує греко-католицька та римо-католицька громада.

## Населення
| Рік:            | 1994. | 2004.    | 2014.   | 2024.   |
| --------------- | ----- | -------- | ------- | ------- |
| Кількість осіб: | 270   | 298      | 288     | 269     |
| Різниця:        |       | +10,37 % | -3,35 % | -6,59 % |

| Рік:            | 2023. | 2024. |
| --------------- | ----- | ----- |
| Кількість осіб: | 269   | 269   |
| Різниця:        |       | +0 %  |

В селі проживає 290 осіб.
Національний склад населення (за даними останнього перепису населення — 2001 року):
- словаки — 100,0%

Склад населення за приналежністю до релігії станом на 2001 рік:
- римо-католики — 68,49%,
- протестанти — 18,49%,
- греко-католики — 11,30%,
- православні — 0,68%,